# 阿南市立阿南第一中学校
阿南市立阿南第一中学校（あなんしりつ あなんだいいちちゅうがっこう）は、徳島県阿南市長生町西方にある公立中学校。

## 基礎データ
教育目標
- 基本的人権を尊重し、心豊かにたくましく生き抜く人間を育てる。

スローガン
- われよし、きみよし、かれもよし

通学区域
- 阿南市
  - 上大野町、上中町、下大野町、宝田町、長生町、中大野町、柳島町、横見町

## 沿革
- 1962年 - 中野島中学校・長生中学校・宝田中学校・大野中学校の4校が統合し、阿南第一中学校となる。

## 校訓
- 自律
- 敬愛
- 創造

## 部活動
- 野球部[1]
- 剣道部
- 相撲部
- 吹奏楽部[2]
- バスケ部(男子・女子)
- サッカー部
- テニス部(男子・女子)
- バレー部
- 茶道部
- 卓球部(男子・女子)
- コンピューター部
- 陸上部

## 著名な卒業生
- 水野雄仁 - プロ野球選手
- 旺季志ずか - 脚本家、小説家、劇作家、演出家、吉本坂46メンバー

## 関連学校
- 阿南市立長生小学校
- 阿南市立宝田小学校
- 阿南市立横見小学校
- 阿南市立中野島小学校
- 阿南市立大野小学校

## 通学区域が隣接する学校
- 阿南市立羽ノ浦中学校
- 阿南市立那賀川中学校
- 阿南市立阿南中学校
- 阿南市立阿南第二中学校
- 阿南市立加茂谷中学校
- 小松島市立小松島南中学校